# 艾科魯特球會
艾科魯特球會（英語：Al-Kholood Club，羅馬化：Nādī al-Khulūd，直译：「永恆」）是一家沙特阿拉伯的職業足球會，位於艾拉斯。球隊目前於沙特職業足球聯賽中作賽。

## 外部連結
- 官方网站 （阿拉伯語）